# Ilija Najdoski
Ilija Najdoski (en macedonio: Илија Најдоски, nacido el 26 de marzo de 1964 en Kruševo) es un exfutbolista macedonio. Nacido en la Yugoslavia socialista, vivió su época dorada durante su etapa en el Estrella Roja de Belgrado, club con el que conquistó la Copa de Campeones de Europa 1990-91.
Tras su paso por varios equipos europeos finalizó su carrera en 1997 en las filas del FC Sion de la Superliga Suiza, a los 33 años. Es el padre del futbolista macedonio Dino Najdoski.

## Carrera

### Yugoslavia
Tras destacar en el modesto FK Pobeda Prilep, Najdoski fue fichado por el Fudbalski Klub Vardar de Skopie, el club más laureado del fútbol macedonio, que militaba por entonces en la Primera Liga de Yugoslavia. El Vardar vivió su época dorada, formando también parte de aquella plantilla Darko Pančev, Vujadin Stanojković y Dragan Kanatlarovski. Destacó como un defensa sobrio y seguro en sus cuatro temporadas en el club de la capital, lo que llevó a que el principal club de Yugoslavia, el Estrella Roja de Belgrado, se hiciera con sus servicios al finalizar la temporada 1987/88.
En Belgrado, donde llegó con 24 años, vivió la época más exitosa de la historia del Estrella Roja. En esa etapa alcanzó un importante peso específico en el club, destacándose como un central contundente y batallador. Allí conquistó tres ligas y una copa yugoslava, alcanzando el punto culminante de la historia del fútbol yugoslavo a nivel de clubs con el triunfo en la Copa de Europa 1990-91. Najdoski fue un habitual en las alineaciones esa temporada, y formó parte del equipo que ganó la final al Olympique de Marsella junto a Stevan Stojanović, Miodrag Belodedici, Refik Šabanadžović, Vladimir Jugović, Slobodan Marović, Siniša Mihajlović, Dragiša Binić, Dejan Savićević, Robert Prosinečki y Darko Pančev. Tras una temporada más en el club belgradense, donde ganó otra liga y la Copa Intercontinental, Najdoski fue traspasado al Real Valladolid, de la Segunda División de España.

### España
El traspaso fue cifrado en 50 millones de pesetas, y Najdoski se incorporó en agosto de 1992 a un club que acababa de descender y cuyo único objetivo era el ascenso a la Primera División de España. El defensa macedonio se asentó en el equipo, perfilándose como un extraordinario defensa, duro y corajudo, que dotó de seguridad a la zaga blanquivioleta. El equipo consiguió el ascenso, y Najdoski disputó 23 partidos marcando dos goles, en sendos lanzamientos de falta.
En su segunda temporada en el club, jugó en la Primera División de España 1993-94. El Valladolid tuvo que disputar una eliminatoria por la permanencia, pero logró mantenerse en la categoría. Najdoski se alineó en 31 partidos en la máxima categoría del fútbol español, pero a final de temporada, y con 30 años cumplidos, el defensa dejó el club. Después, la prensa reflejó que su integración no había sido buena, y que durante su estancia en España tuvo problemas con el idioma.

### Últimos años
Se incorporó para la temporada 1994-95 al Denizlispor, recién ascendido a la Primera División de Turquía, donde jugó durante una temporada, en la que el club consiguió la permanencia al situarse en el 15º puesto. Najdoski fue titular, jugando 28 de los 34 partidos de la temporada.
La temporada 1995-96 se incorporó al histórico CSKA Sofia de la Primera División de Bulgaria, donde apenas jugó, disputando un total de 10 encuentros en toda la temporada. La campaña siguiente cambió de nuevo de aires, fichando ya con 32 años por el FC Sion de la Superliga de Suiza. Allí, su presencia fue meramente testimonial, disputando solo cuatro encuentros, y a pesar de que el club fue campeón de Liga y Copa de Suiza, al final de la temporada 1996-97 decidió colgar las botas.    

## Clubes
| Club                      | País       | Año       | Partidos | Goles |
| ------------------------- | ---------- | --------- | -------- | ----- |
| FK Pobeda Prilep          | Yugoslavia | 1981-1983 | 17       | 0     |
| Vardar Skopje             | Yugoslavia | 1984-1988 | 101      | 0     |
| Estrella Roja de Belgrado | Yugoslavia | 1988-1992 | 114      | 7     |
| Real Valladolid           | España     | 1992-1994 | 54       | 2     |
| Denizlispor               | Turquía    | 1994-1995 | 28       | 0     |
| CSKA Sofia                | Bulgaria   | 1995-1996 | 10       | 0     |
| FC Sion                   | Suiza      | 1996-1997 | 4        | 0     |

## Selección nacional
Debido a la disolución de Yugoslavia, Najdoski defendió los colores de dos selecciones nacionales durante su carrera, la yugoslava y la de su república de origen. 
Su primer partido internacional lo jugó con la selección de Yugoslavia el 12 de septiembre de 1990 en Belfast ante Irlanda del Norte, en partido clasificatorio para la Eurocopa 1992, de la que Yugoslavia fue expulsada por razones políticas. Jugó asimismo el último encuentro de la historia de la selección yugoslava, un amistoso en Ámsterdam contra Países Bajos el 25 de marzo de 1992. 
Debutó con la selección de Macedonia el 13 de octubre de 1993, en un amistoso contra Eslovenia.
| Año       | Selección  | Partidos | Goles |
| --------- | ---------- | -------- | ----- |
| 1990-1992 | Yugoslavia | 11       | 1     |
| 1993-1996 | Macedonia  | 10       | 0     |

## Palmarés

### Estrella Roja
- Copa de Campeones de Europa 1990-91[9]
- Copa Intercontinental 1991
- Primera Liga de Yugoslavia 1990, 1991 y 1992
- Copa de Yugoslavia 1990

### FC Sion
- Superliga Suiza 1997
- Copa de Suiza 1997